# Стефан Скендеров
Стефан Илиев Скендеров (изписване до 1945 година: Стефанъ Илиевъ Скендеровъ, на гръцки: Στέφανος Σκενδέρης) е български свещеник и революционер, деец на Вътрешна македоно-одринска революционна организация.

## Биография
Скендеров е роден в 1864 година в леринското село Попължани, тогава в Османската империя, днес Папаянис, Гърция. Баща е на свещеник Димитър Скендеров. Участва в Илинденско-Преображенското въстание в 1903 година. Ръководител е на местния комитет на ВМОРО в Попължани. В 1902 година при Йосифовата афера след предателство на двама куриери от Попължани е арестуван на 18 февруари/3 март заедно с другите революционни дейци от селото - Петре Илиев (26-годишен), Ристе Стоянов (50-годишен), Ване Мицев (52-годишен), Стефо Танасов (30-годишен), Коце Ванев (28-годишен), Ване Георгиев (48-годишен). Осъден е на смърт. По-късно е амнистиран.
През ноември 1903 година придружава владиката Григорий Пелагонийски в обиколката му из някои от пострадалите от Илинденското въстание битолски и лерински села.
След убийството на свещеник Илия Белов през 1907 година, Скендеров става свещеник на селската църква „Свети Николай“ в Попължани.
През февруари и март 1907 година водачът на гръцката въоръжена пропаганда Георгиос Цондос - Вардас отбелязва в дневника си, че неговата чета води преговори с мюсюлманите в района за „паричната награда и подарък на револвер Манлихер“ за убийството на екзархийския поп Стефан от Попължани.
В 1912 година Скендеров е убит от четата на Вардас.